# カボス
カボス（臭橙、香母酢、学名: Citrus sphaerocarpa）は、ミカン科の常緑広葉樹またはその果実で、柑橘類の一種である。大分県の特産。果実は酸味が強く、スダチよりもひとまわり大きい。標準和名カボスキシュウミカン。

## 特徴

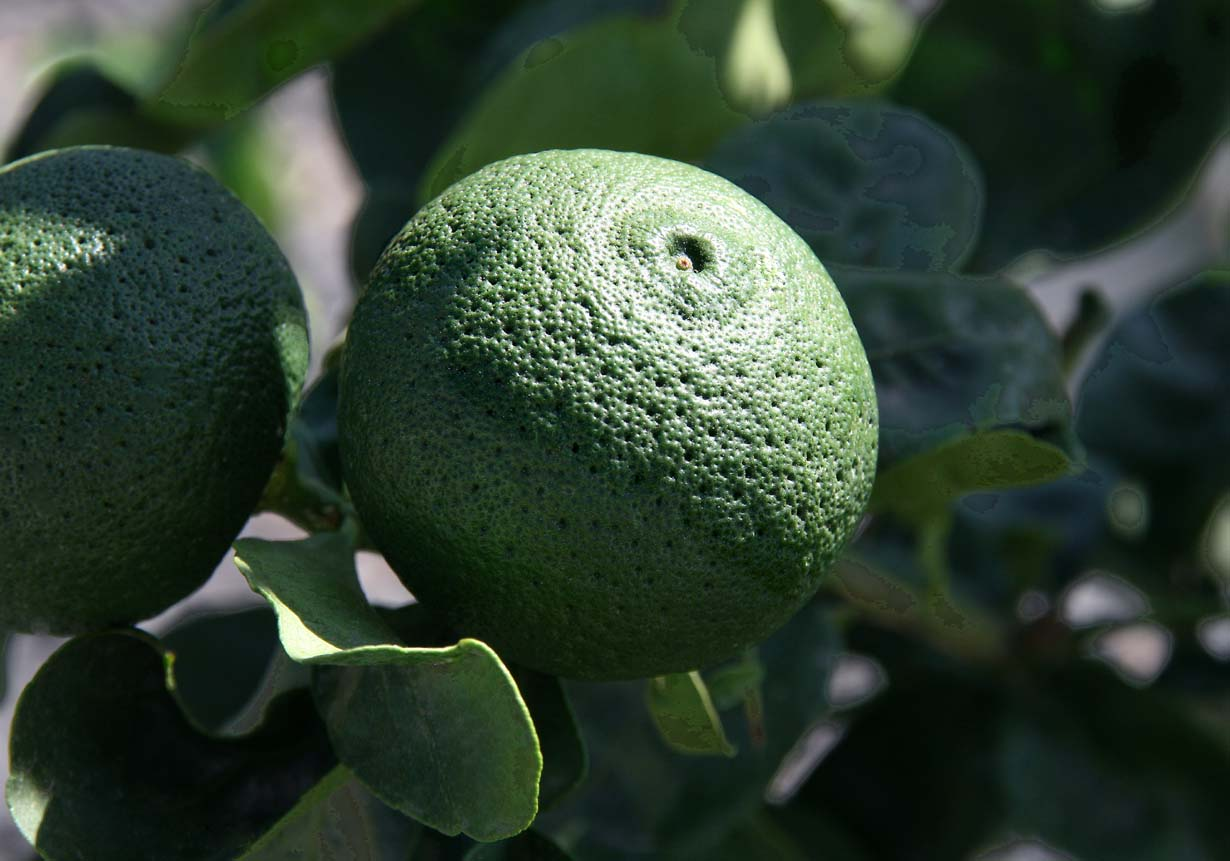
カボスの未熟果

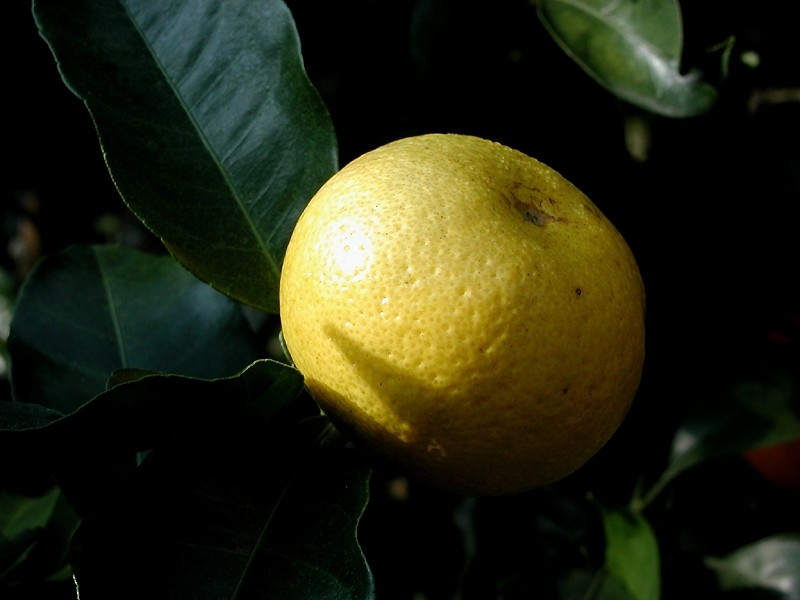
カボスの成熟果

ユズの近縁種で、枝には鋭い棘がある。果実は緑色のうちに収穫するが、熟すと黄色くなる。果肉は黄白色で、多汁であり酸味が強い。果汁を搾って食用とする。共に緑色で収穫されるスダチと混同されることがあるが、カボスの果実が100 - 150 グラム程度であるのに対し、スダチは30 - 40 グラム程度と大きさが異なり、またカボスは果頂部の雌蕊の落ちた跡の周囲がドーナツ型にやや盛り上がるため、外観から容易に区別できる。

## 由来
主産地である大分県臼杵市では、江戸時代に宗源という医者が京都から苗木を持ち帰ったのが栽培の始まりと伝えられている。臼杵市内には、樹齢200年といわれた古木がかつてあり、2021年（令和3年）時点でも樹齢100年前後の古木が残っている が、大分県外にはこのような古木はない。このため、大分県原産とする説がある。

## 名称
カボスという名の由来は明らかではなく、文献で確認できるのも第二次世界大戦後のことである。
ダイダイの一種に「カブチ」「カブス」などと呼ばれるものがある。平安時代の深根輔仁による『本草和名』に、「枸櫞」「和名加布知」などの記述があり、現代でも和歌山県から三重県にかけてダイダイを「かぶち」と呼ぶ地域がある。また、1603年（慶長8年）頃発行の『日葡辞書』には Cabusu の記載があり、1709年（宝永6年）に刊行された貝原益軒の『大和本草』にも「カブス」についての記載があって、その名の由来は「柑子」（かむし、かむす）が訛ったものとも、乾燥した皮を燻して蚊除けに用いるからとも記されている。さらに、愛媛県の一部で三宝柑を「かぶす」、大阪府の一部で文旦（ザボン）を「かぼそ」と呼ぶ地域があった。しかし、これらの柑橘類の名称と「カボス」との関連も不明である。
漢字の「臭橙」は熟字訓、「香母酢」は当て字である。

## 生産
2018年（平成30年）の日本全国の総収穫量は5,460 トン。都道府県別の収穫量は、大分県（5,400 トン）、宮崎県（25 トン）、福岡県（18 トン）の順で、大分県が全国の99%を占める主産地となっている。またカボスには表年と裏年があり、表年に当たった2009年（平成21年）の大分県の出荷量は約6,600 トン、2010年（平成22年）には約4,200 トンと見込まれた。大分県内では臼杵市、竹田市、豊後大野市、国東市での生産が多い。出荷期は、ハウスものが3 - 7月、露地ものが8 - 10月で、10月中旬 - 2月には貯蔵ものが出荷される。

## 利用
カボスの果汁は、酸味に富むとともに独特の香りを有しており、刺身や焼き魚等の薬味として、あるいは鍋料理のポン酢や、酢の物等の調理に用いられる他、大分県では、味噌汁、麺類、焼酎などにも少し果汁を垂らして風味を付けることもある。また、果汁や果肉を用いた調味料、ジュース、清涼飲料水、氷菓、スナック菓子、和菓子、洋菓子、酒類等の加工品も販売されている。
大分県では、カボスを加えた飼料で養殖したブリやヒラメを「かぼすブリ」「かぼすヒラメ」として売り出している。ブリ等の魚類の飼料にカボスを加えると、カボスに含まれるポリフェノールの効果で、切り身の変色や臭みを長時間抑えることができるとされる。

## 大分かぼす
2003年（平成15年）に大分で開催された全国都市緑化フェアでは、カボスをモチーフとしたカボたんがマスコットとされた。カボたんは、フェア終了後、大分県カボス振興協議会によって「大分かぼす」のマスコットとして採用され、2005年（平成17年）からはカボスに限らない大分県の地域振興全般に利用が広げられている。
「大分かぼす」は地理的表示 (GI) 保護制度に基づいての保護対象として2017年（平成29年）5月に登録された。